# Egolia variegata
Egolia variegata là một loài bọ cánh cứng trong họ Trogossitidae. Loài này được Erichson miêu tả khoa học năm 1842.